# Iinan
Iinan (飯南町?) è una cittadina giapponese della prefettura di Shimane.